# Pierre Nerini
 (juin 2018).
Pierre Nerini, né le 7 octobre 1915 à Paris 14e et mort le 27 février 2006, est un violoniste et professeur de musique français.

## Biographie
Pierre Nerini naît en 1915 dans une famille de musiciens originaire de Milan. Son père est Emmanuel Nerini qui a donné son nom à un concours de musique. Son oncle est Émile Nerini, pianiste et compositeur. Il fait ses études au Conservatoire de Paris dans la classe d'harmonie de Raymond Pech où il a notamment Henri Betti, Charles Jay et Louiguy comme camarades. Il obtient un premier prix de violon et un accessit d’harmonie. Au cours de sa carrière musicale il est membre de différents orchestres dont l'orchestre Lamoureux et l'orchestre Pasdeloup. De 1945 à 1965, il est premier violon à l'Opéra de Paris.
Il est également professeur de violon au conservatoire de Versailles de 1957 à 1967 ainsi qu'au Conservatoire national supérieur de musique de Paris de 1965 à 1985. Il a écrit plusieurs ouvrages consacrés à l'enseignement du violon.

## Concours Nerini
En 1960, Pierre Nerini devient directeur du concours Nerini fondé par son père pour récompenser des jeunes musiciens (pianistes, violonistes, flûtistes) talentueux et prometteurs. Le concours ne survit que deux ans à la mort de Pierre Nerini puisque sa dernière édition aura lieu en 2007 sous l'égide d'Annick Nerini, fille de Pierre Nerini.